# 卡古亞克火山
58°36′28.8″N 154°1′40.8″W / 58.608000°N 154.028000°W

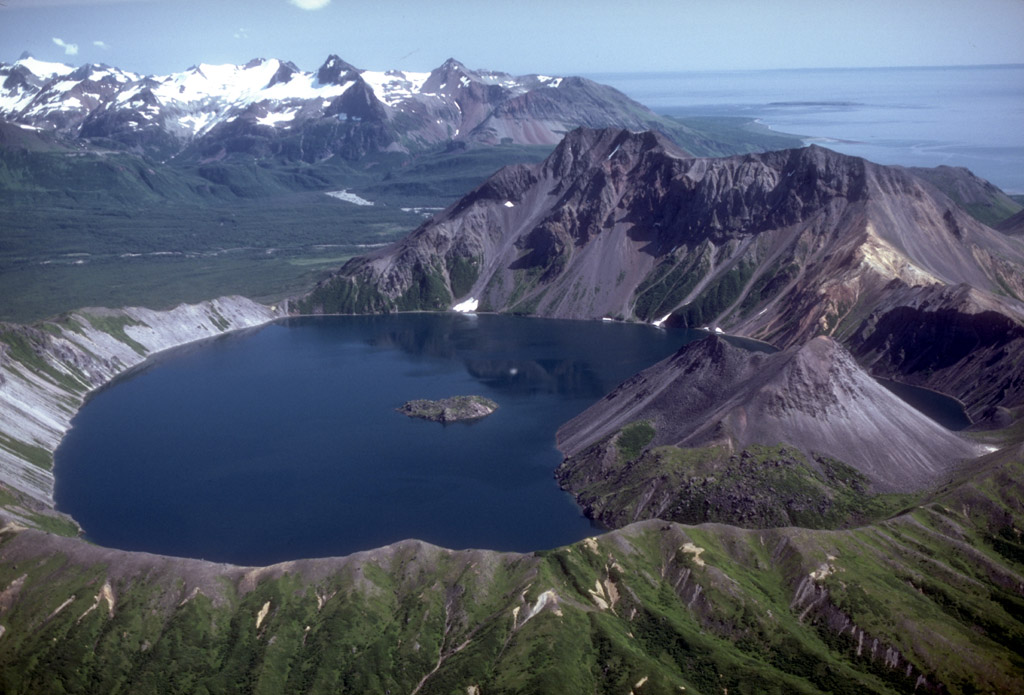

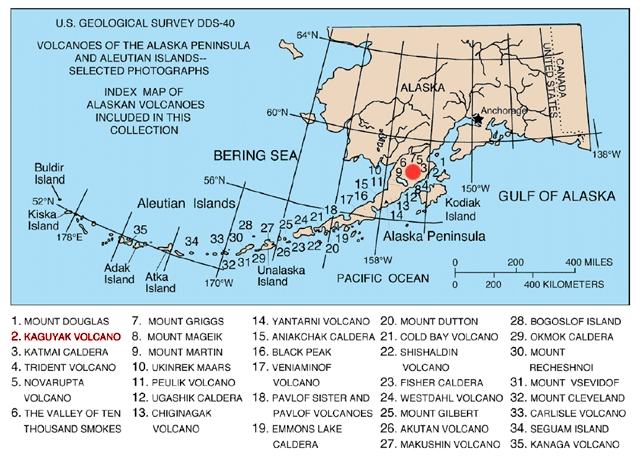

卡古亞克火山是美國的火山，位於卡特邁國家公園和自然保護區北部，由阿拉斯加州負責管轄，屬於阿留申山脈的一部分，海拔高度901米，最近一次火山噴發在5800年前發生。

## 外部連結
- http://www.springerlink.com/content/p7320l57357p1113/%5B%5D
- . 全球火山作用计划. 史密森尼学会.
- Volcanoes of the Alaska Peninsula and Aleutian Islands-Selected Photographs（页面存档备份，存于）
- Alaska Volcano Observatory（页面存档备份，存于）